# Sergio Bonelli
Sergio Bonelli, de pseudônimo Guido Nolitta (Milão, 2 de dezembro de 1932 — Monza, 26 de setembro de 2011), foi um autor italiano de personagens de banda desenhada, entre eles Zagor e Mister No e editor de Tex.

## Vida
Sérgio Bonelli é filho de Gian Luigi Bonelli. Desde pequeno Sergio frequentava a editora dirigida por sua mãe, Tea Bonelli, a Redazione Audace. Em 1957, concluídos os estudos, assumiu a direção da empresa, que agora tinha o nome de Edizioni Araldo.
Em 1958 Sergio criou Un Ragazzo nel Far West (desenhada por Franco Bignotti) e em 1959 escreve Il giudice Bean (desenhos de Sergio Tarquinio), sempre sob o pseudônimo de Guido Nolitta. Escreveu também alguns episódios para a revista Piccolo Ranger.
Em 1960 deu o pontapé inicial a Zagor, com desenhos de Gallieno Ferri, cuja primeira história saiu em 15 de junho de 1961, publicação que logo grangeou um grande sucesso junto ao público italiano. Foi autor das histórias de Zagor até 1980. Em 1975 cria Mister No, personagem com caracterização diferente do que havia na época e que mudou o estilo dos personagens bonellianos.
Mesmo sem aparecer "oficialmente", por muitos anos colabora com o pai Gian Luigi Bonelli escrevendo episódios de Tex. A primeira história é "Caçada humana", de 1976 (TEX-068), e muitas outras foram escritas em seguida, mas sempre de forma eventual, pois Sergio é um autêntico multitarefa na editora, cuidando de tudo depois que sua mãe se aposentou. Sergio Bonelli era o editor responsável por Martin Mystère, Dylan Dog e Nathan Never.
Sergio Bonelli faleceu na segunda, dia 26 de setembro de 2011, aos 78 anos.